# Sonia y Myriam
Sonia y Myriam fue un dúo de cantantes chileno formado por las hermanas Myriam Ester Schrebler García (22 de mayo de 1930, Valparaíso, Chile - 23 de diciembre de 2006, Madrid, España) y Sonia Hilda Georgina Schrebler García (9 de abril de 1929, Valparaíso, Chile - 14 de septiembre de 2018, Santiago de Chile).
Las hermanas crecieron en el cerro Playa Ancha en Valparaíso. Sus padres fueron Augusto Schrebler e Hilda García Ossandón, cantante conocida con el nombre artístico de Cora Santa Cruz (1907 - 2005). Las hermanas comenzaron a actuar profesionalmente cuando eran niñas en 1941, apareciendo en Radio Carrera, donde trabajaba su madre. Se convirtieron en habituales de la radio chilena. En 1942, a los 12 años, editaron su primer disco, "La canción del carretero" en el sello RCA Víctor. También cantaron "La canción del carretero" en la película de 1942, El último día del invierno. En 1944, a los 14 y 15 años, viajaron a Argentina donde actuaron en radio y en una compañía de teatro y conocieron a la futura Eva Perón. Regresaron a Chile en 1945 y aparecieron en la primera película musical chilena, Música en tu corazón (1946). Desde fines de 1946 a mediados de 1949 trabajaron y actuaron en Brasil, viviendo entre São Paulo y Río de Janeiro.
En 1950, Sonia se casó en Antofagasta, Chile, con el destacado arquitecto Jorge Vidal Vargas y dejó de actuar. Myriam integró el Trío Llanquiray con Vicente Bianchi. Las hermanas se reunieron como dúo nuevamente desde 1957 a 1964. Durante este período, realizaron numerosas actuaciones en Chile, Cuba, Perú, Argentina, México y Estados Unidos. Lograron su mayor éxito con las canciones, "Adiós" y "Envidia", canción incluida en la película mexicana «El Mariachi Canta» de 1963, donde Sonia y Myriam tuvieron una aparición estelar compartiendo créditos con Lucha Villa y Luis Aguilar. Myriam abandonó el grupo en 1964, y Sonia emprendió una carrera en solitario bajo el nombre de "Sonia La Única".
En 2001 fueron distinguidas con el premio de figuras fundamentales de la música chilena.